# Enzo Barboni
Enzo Barboni, niekiedy jako E.B. Clucher (ur. 7 lipca 1922 w Rzymie, zm. 23 marca 2002 tamże) – włoski reżyser, scenarzysta i operator filmowy. Najbardziej znany z komedii slapstickowych z Terence'em Hillem i Budem Spencerem w rolach głównych. 

## Życiorys
Zaczął pracę w filmie w bardzo młodym wieku, pełniąc funkcję korespondenta wojennego na froncie wschodnim podczas II wojny światowej, a w 1942 roku rozpoczynając pracę jako operator kamery.
W 1961 awansował na stanowisko operatora filmowego, współpracując kilkakrotnie z reżyserem Sergio Corbuccim, m.in. przy filmie Django (1966). W latach 60. XX wieku postanowił skierować swoją karierę w stronę reżyserii. Jego największym sukcesem była seria spaghetti westernów z elementami komedii, którą rozpoczął film Nazywają mnie Trinity (Lo chiamavano Trinità...; 1970). Produkcja zrewolucjonizowała gatunek, wprowadzając humor i parodię do klasycznych motywów westernowych. Film ten, podobnie jak jego sequel Niepoprawny Trinity (Continuavano a chiamarlo Trinità; 1971), zdobył międzynarodową popularność, głównie dzięki duetowi aktorskiemu Terence Hill – Bud Spencer. Z tamtego okresu pochodzi również film Ciakmull - L'uomo della vendetta (1970) oraz Człowiek ze wschodu (E poi lo chiamarono il magnifico; 1972).
Choć specjalizował się w westernach, podejmował także inne gatunki, w tym komedie obyczajowe i filmy przygodowe. Łapizbiry (I due superpiedi quasi piatti; 1977), W czepku urodzeni (Nati con la camicia; 1983) czy Diablica (1991) wpisały się w kanon włoskiej komedii. Ostatnią wyreżyserowaną przez niego produkcją była Trinità & Bambino... e adesso tocca a noi! (1995).